# La princesse jaune
La princesse jaune (título original en francés, La princesa amarilla) es una opéra comique en un acto y cinco escenas con música de Camille Saint-Saëns y libreto en francés de Louis Gallet. La ópera se estrenó en la Opéra-Comique (Teatro Salle Favart) en París el 12 de junio de 1872.
Como muchos artistas franceses de la época, Saint-Saëns se vio influido por el movimiento japonista en París. Apeló a este gusto del público eligiendo una historia sobre una princesa japonesa, aunque se ambienta en los Países Bajos. La música se caracteriza por una cualidad "ligera y briosa" que usa la armonía pentatónica para evocar un sonido "oriental". La historia sigue a Kornélis, un estudiante que está fascinado por todas las cosas japonesas, y su prima Léna, quien está enamorada de Kornélis. Kornélis, sin embargo, está demasiado obsesionado con su retrato de Ming, una muchacha japonesa, para darse cuenta de los afectos de su prima por él. En un sueño fantástico causado por una poción, Kornélis se ve transportado al Japón. Al principio entusiasmado, al final se desilusiona conforme se va dando cuenta de que él está enamorado de Léna.
Aunque La princesse jaune es la tercera ópera que Saint-Saëns compuso, fue la primera de sus operas en ser montada en escena. También es su primera colaboración con Louis Gallet, quien seguiría escribiendo los libretos de otras óperas más y se convirtió en un amigo íntimo de Saint-Saëns. La princesse jaune fue un encargo de la Opéra-Comique por el director de la compañía, Camille du Locle, como compensación por no ser capaz de montar otra ópera de Saint-Saëns, Le timbre d’argent, como se le había prometido debido a razones financieras. 
Esta ópera se representa rara vez en la actualidad; en las estadísticas de Operabase aparece con sólo una representación en el período 2005-2010, siendo la primera de Saint-Saëns.